# NGC 3908
NGC 3908 é uma galáxia elíptica (E) localizada na direcção da constelação de Leo. Possui uma declinação de +12° 11' 11" e uma ascensão recta de 11 horas, 49 minutos e 52,6 segundos.
A galáxia NGC 3908 foi descoberta em abril de 1885 por Lewis A. Swift.